# Adamovský rybník
Adamovský rybník (hovorově Adamec) je rybník na Spolském potoce ležící v lese přibližně 3 km východně od Ledenic. Byl založený spolu s třeboňskými rybníky v 15. až 16. století. Ve 20. století tu bylo postaveno rekreační středisko československé armády. Po několika letech nefunkčnosti bylo rekreační středisko otevřeno pro veřejnost.
Rybník je využíván ke sportovnímu rybolovu kaprů, štik, sumců, candátů a dalších ryb.